# Hypolydischer Modus
Der hypolydische  Modus, kurz Hypolydisch, ist die zu Lydisch gehörende Plagaltonart. Im mittelalterlichen System der Kirchentöne heißt er auch sechster Ton oder tritus plagalis. Er unterscheidet sich vom lydischen Ton (tritus authenticus) durch einen um eine Quarte nach unten verlagerten Tonumfang (Ambitus) und eine andere Repercussa; die Finalis bleibt allerdings gleich:
|            | Lydisch | Hypolydisch |
| ---------- | ------- | ----------- |
| Ambitus    | f–f1    | c–c1        |
| Repercussa | c1      | a           |
| Finalis    | f       | f           |

Für heutige Anwendungen (etwa im modalen Jazz) spielt der hypolydische Modus keine Rolle, weil bei den modalen Tonleitern nicht zwischen authentisch und plagal unterschieden wird. Hier gibt es also nur die lydische, aber keine hypolydische Tonleiter.